# Col de Priopcea
Le col de Priopcea (ro : Pasul Priopcea) est un col de montagne de Roumanie situé à une altitude 152 mètres sur la route DN22D en région de Dobroudja, dans le județ de Tulcea, à proximité du village de Cerna.